# 빠른별
빠른별(본명: 정민성, 1993년 5월 5일 ~ )은 대한민국의 리그 오브 레전드 프로게이머 출신 프로게임단 지도자이다. 아이디는 RapidStar를 사용했다.

## 선수 시절
빠른별은 2011년 8월, 아주부 프로스트에 입단하면서 프로 커리어를 시작했다. 아주부 프로스트에서  LoL 신림 토너먼트 우승, LoL 인비테이셔널 우승을 기록했다. 리그 오브 레전드 챔피언스 코리아 서머 2012에서 커리어 첫 우승을 차지했다.
2014년 1월 10일에 현역 은퇴를 선언했다.

## 지도자 생활
2016년 1월 9일, 에드워드 게이밍의 코치로 부임했다. 에드워드 게이밍에서 2016 스프링 시즌 준우승과 2016 서머 시즌 우승에 공헌했다.
2017 시즌 스토브 리그 기간 중 SK텔레콤 T1의 코치로 합류했다. SK텔레콤의 코치로 팀의 스프링 시즌과 서머 시즌 우승에 기여했다. 
2018 시즌을 앞두고 리그 오브 레전드 챔피언십 시리즈의 플라이퀘스트의 코치로 부임했다. 2018년 5월 2일 팀을 퇴단했다.
2018년 6월 5일에 클라우드 나인의 코치로 합류했다. 군 입대 문제로 인해 2020년 10월 20일, 코치직을 사임했다.
2022년 11월 7일에 KT 롤스터의 코치로 선임되었다.
2024년 11월 19일, 광동 프릭스의 감독으로 선임되었다.

## 해설가 생활
2022 LCK 서머시즌을 앞두고 LCK 분석데스크의 분석위원으로 합류했다.

## 소속팀

### 선수
| # | 팀명            | 소속 기간          | 소속 리그 | 비고 |
| - | --------------- | ------------------ | --------- | ---- |
| 1 | 아주부 프로스트 | 2011.08~2014.01.10 | LCK       |      |

### 코칭스태프
| # | 팀명            | 직책 | 소속 기간             | 소속 리그 | 비고 |
| - | --------------- | ---- | --------------------- | --------- | ---- |
| 1 | 에드워드 게이밍 | 코치 | 2016.01.09~2016.12.21 | LPL       |      |
| 2 | SK텔레콤 T1     | 코치 | 2016.12.21~2017.11.24 | LCK       |      |
| 3 | 플라이퀘스트    | 코치 | 2017.12.20~2018.05.02 | LCS       |      |
| 4 | 클라우드 나인   | 코치 | 2018.06.05~2020.10.20 | LCS       |      |
| 5 | KT 롤스터       | 코치 | 2022.11.07~2023.11.20 | LCK       |      |
| 6 | 팀 리퀴드       | 코치 | 2024.01.16~2024.11.19 | LCS       |      |
| 7 | 광동 프릭스     | 감독 | 2024.11.19~           | LCK       |      |

## 수상 경력

### 선수
- 리그 오브 레전드 신림동 PC방 대항전 우승
- 온게임넷 리그 오브 레전드 인비테이셔널 우승
- 아주부 리그 오브 레전드 더 챔피언스 스프링 2012 준우승
- 아주부 리그 오브 레전드 더 챔피언스 서머 2012 우승
- 리그 오브 레전드 월드 챔피언십 시즌 2 준우승
- 2012 대한민국 e스포츠대상 리그 오브 레전드 미드부문 최우수선수상
- 올림푸스 리그 오브 레전드 챔피언스 윈터 2012-2013 준우승
- IEM 시즌 7 월드 챔피언십 준우승

### 지도자
- 리그 오브 레전드 프로리그 스프링 2016 준우승
- 리그 오브 레전드 프로리그 서머 2016 우승
- 리그 오브 레전드 월드 챔피언십 2016 8강
- 리그 오브 레전드 챔피언스 코리아 스프링 2017 우승
- 리그 오브 레전드 미드 시즌 인비테이셔널 2017 우승
- 리그 오브 레전드 챔피언스 코리아 서머 2017 준우승
- 리그 오브 레전드 월드 챔피언십 2017 준우승
- 리그 오브 레전드 챔피언십 시리즈 서머 2018 준우승
- 리그 오브 레전드 월드 챔피언십 2018 4강
- 리그 오브 레전드 챔피언십 시리즈 서머 2019 준우승
- 리그 오브 레전드 챔피언십 시리즈 스프링 2020 우승